# Microvalgus squamipes
Microvalgus squamipes är en skalbaggsart som beskrevs av Thierry Bourgoin 1921. Microvalgus squamipes ingår i släktet Microvalgus och familjen Cetoniidae. Inga underarter finns listade i Catalogue of Life.